# Maria Teresa Toskańska
Maria Teresa Toskańska, właśc. Maria Teresa Antonia Immakulata Józefa Ferdynanda Leopolda Franciszka Karolina Izabella Januaria Alojza Krystyna Anna Habsburg-Lotaryńska (ur. 18 września 1862 w Starej Boleslavi, zm. 10 maja 1933 w Żywcu) – arcyksiężniczka Austrii i księżniczka Toskanii.

## Życiorys
Była córką arcyksięcia Karola Salwatora i Marii Immaculaty, księżniczki Królestwa Obojga Sycylii. Wyszła za mąż za arcyksięcia Karola Stefana Austriackiego, syna arcyksięcia Karola Ferdynanda Habsburga i arcyksiężniczki Elżbiety Franciszki. Ślub odbył się 28 lutego 1886 w Wiedniu. Maria Teresa zmarła w 1933 w Żywcu, w Polsce.
Miała sześcioro dzieci:
- Eleonorę Marię (1886–1974)
- Renatę Marię (1888–1935)
- Karola Olbrachta (1888–1951)
- Matyldę Marię (1891–1966)
- Leona Karola (1893–1939)
- Wilhelm Franciszek (1895–1948).

W styczniu 1912 w okolicach Żywca doznała obrażeń w wypadku na sankach.

## Odznaczenia
Do 1917:
- Krzyż Wielki Orderu Elżbiety (Austria)
- Order Krzyża Gwiaździstego (Austria)
- Wielka Wstęga Orderu Dobroczynności (Turcja)
- Order Królowej Marii Luizy (Hiszpania)
- Order Świętej Elżbiety (Bawaria)